# 군산 선유도 고려유적
군산 선유도 고려유적(群山 仙遊島 高麗遺蹟)은 대한민국 전북특별자치도 군산시 옥도면, 선유도에 있는 고려시대의 유적이다. 2017년 4월 7일 전라북도의 기념물 제135호로 지정되었다.

## 지정 사유
선유도는 선사시대부터 고려시대까지 해양문물교류의 허브였으며, 1123년 송나라 휘종(徽宗)이 고려에 파견한 국신사(國信使)에 대한 국가 차원의 영접행사가 이루어진 곳이다. 망주봉 주변으로 왕이 임시로 머물던 숭산행궁(崧山行宮)과 사신을 맞이하던 군산정(群山亭), 바다신에게 해양제사를 드리던 오룡묘(五龍廟), 사찰인 자복사(資福寺), 객관(客館) 등이 학술조사를 통해 그 위치와 성격이 파악되어 고려 해양역사문화를 연구하는데 귀중한 사적으로 평가된다.

## 같이 보기
- 선유도

## 참고 자료
- 군산 선유도 고려유적 - 국가유산청 국가유산포털